# Goodies (álbum)
Goodies é o primeiro álbum da cantora norte-americana Ciara, lançado em 28 de setembro de 2004, pelas gravadoras LaFace Records e Jive Records. O álbum foi um sucesso comercial, vendendo mais de 5 milhões de cópias em todo o mundo.  Foram extraídos quatro singles do álbum, "Goodies", " 1, 2 Step", "Oh" e "And I", sendo que os três primeiros se tornaram grandes sucessos. 

## Faixas
| Nº  | Título                                 | Duração |
| --- | -------------------------------------- | ------- |
| 1.  | "Goodies" (com Petey Pablo)            | 3:43    |
| 2.  | "1, 2 Step" (com Missy Elliott)        | 3:23    |
| 3.  | "Thug Style"                           | 4:25    |
| 4.  | "Hotline"                              | 3:23    |
| 5.  | "Oh" (com Ludacris)                    | 4:16    |
| 6.  | "Pick Up the Phone"                    | 3:48    |
| 7.  | "Lookin' at You"                       | 3:35    |
| 8.  | "Ooh Baby"                             | 3:37    |
| 9.  | "Next to You" (com R.Kelly)            | 3:13    |
| 10. | "And I"                                | 3:53    |
| 11. | "Other Chicks"                         | 4:21    |
| 12. | "The Title"                            | 4:21    |
| 13. | "Goodies" (com T.I. & Jazze Pha)       | 4:21    |
| 14. | "Crazy" (incluída apenas fora dos EUA) | 3:51    |

## Desempenho nas paradas
| Chart                                | País           | Melhor Posição |
| ------------------------------------ | -------------- | -------------- |
| EUA Billboard Top R&B/Hip-Hop Albums | Estados Unidos | 1              |
| EUA Billboard 200                    | Estados Unidos | 3              |
| Canadian Albums Chart                | Canadá         | 20             |
| Taiwan Albums Chart                  | Taiwan         | 2              |
| Japan Oricon Albums Chart            | Japão          | 14             |
| UK Albums Chart                      | Reino Unido    | 26             |
| New Zealand Albums Chart             | Nova Zelândia  | 29             |
| Irish Albums Chart                   | Irlanda        | 36             |
| Australian Albums Chart              | Austrália      | 46             |
| China Albums Chart                   | China          | 52             |
| French Albums Chart                  | França         | 65             |
| Dutch Albums Chart                   | Países Baixos  | 79             |

## Vendas e certificações
| País           | Certificação | Vendas     |
| -------------- | ------------ | ---------- |
| Estados Unidos | Platina      | 2.748.000+ |
| Canadá         | Platina      | 100.000+   |
| Nova Zelândia  | Ouro         | 7.500+     |
| Irlanda        | Ouro         | 7.500+     |
| Reino Unido    | Ouro         | 100.000+   |
| Japão          | Ouro         | 100.000+   |